# Segòvia
|  | Per a altres significats, vegeu «Segovia». |

Segòvia (en castellà, Segovia) és una ciutat castellana a la part meridional de la comunitat autònoma de Castella i Lleó, i capital de la província de Segòvia. És a la confluència dels rius Eresma i Clamores, al peu de la serra de Guadarrama. És famosa pel seu patrimoni monumental, destacant-ne l'Aqüeducte de Segòvia, que l'any 1985 fou considerat, juntament amb el centre històric de la ciutat, Patrimoni de la Humanitat per part de la UNESCO.

## Demografia

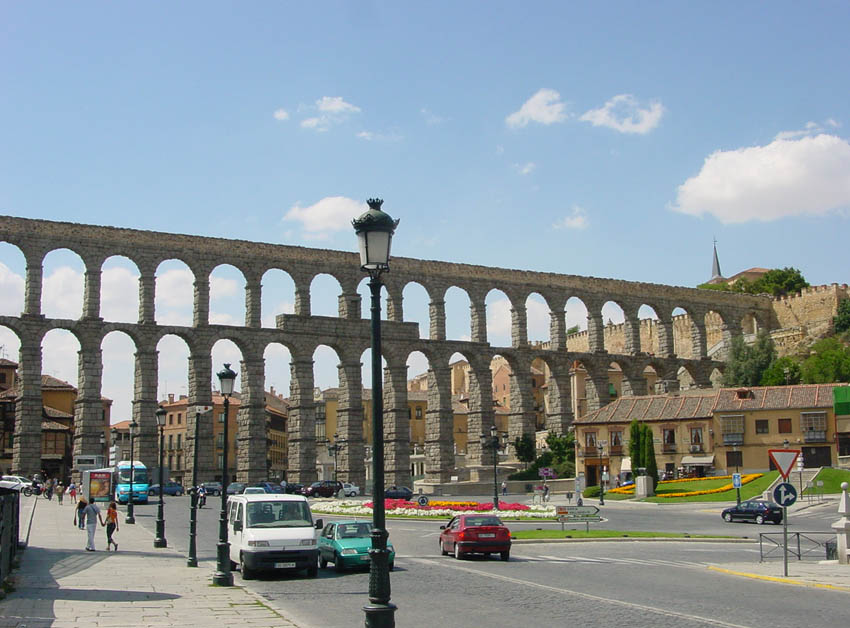
Aqüeducte de Segòvia

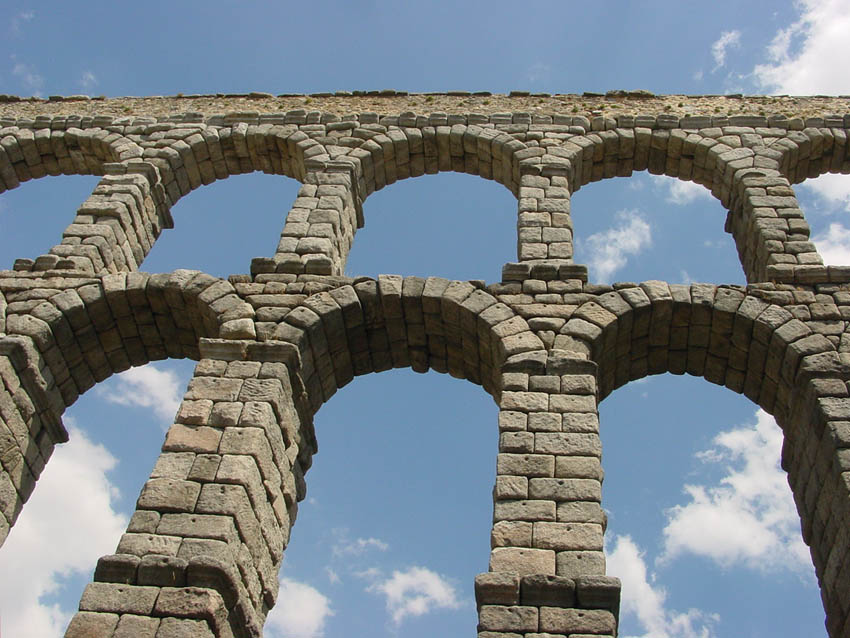
Aqüeducte de Segòvia, vist des de sota

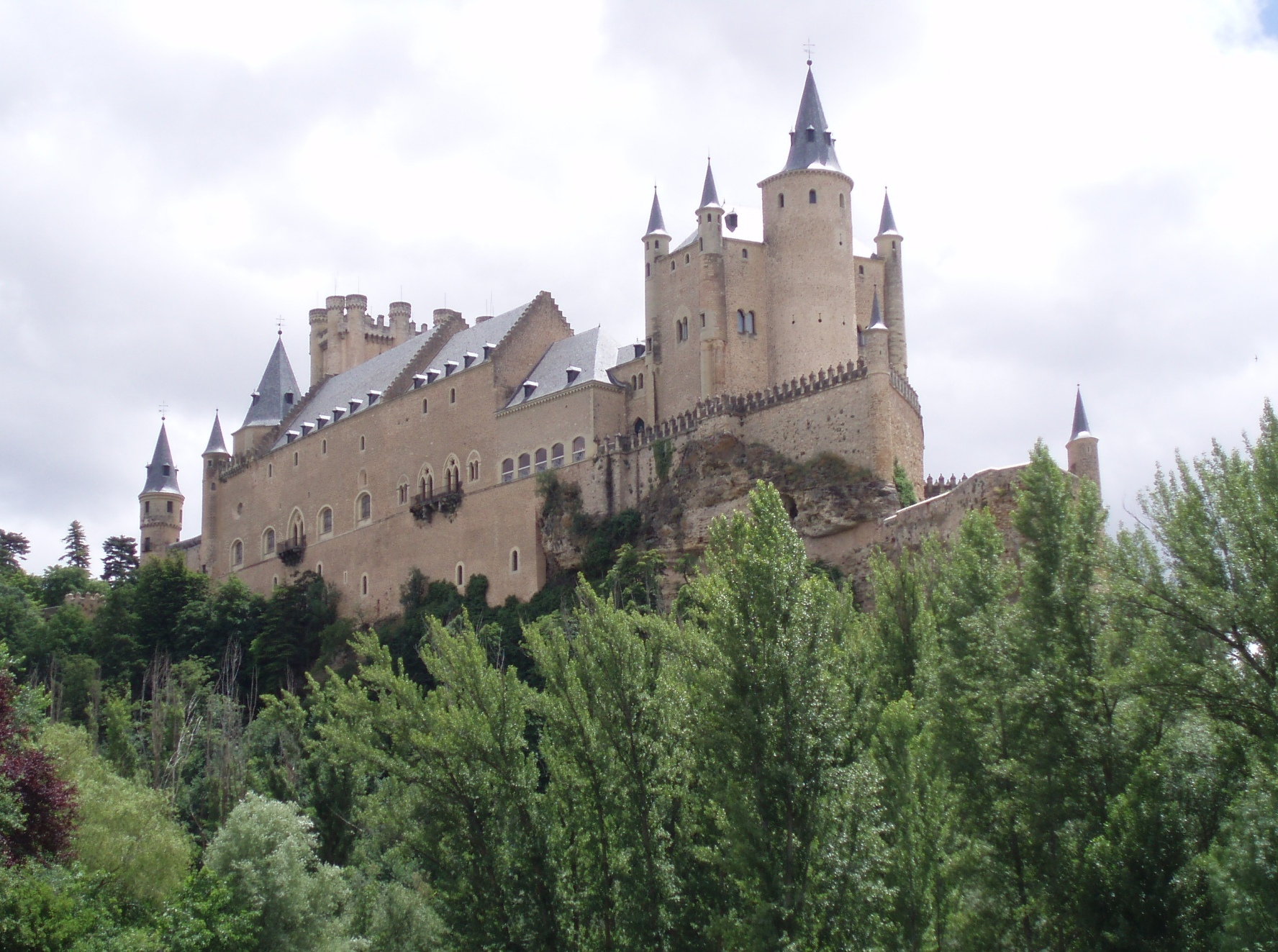
Vista nord de l'Alcasser de Segòvia

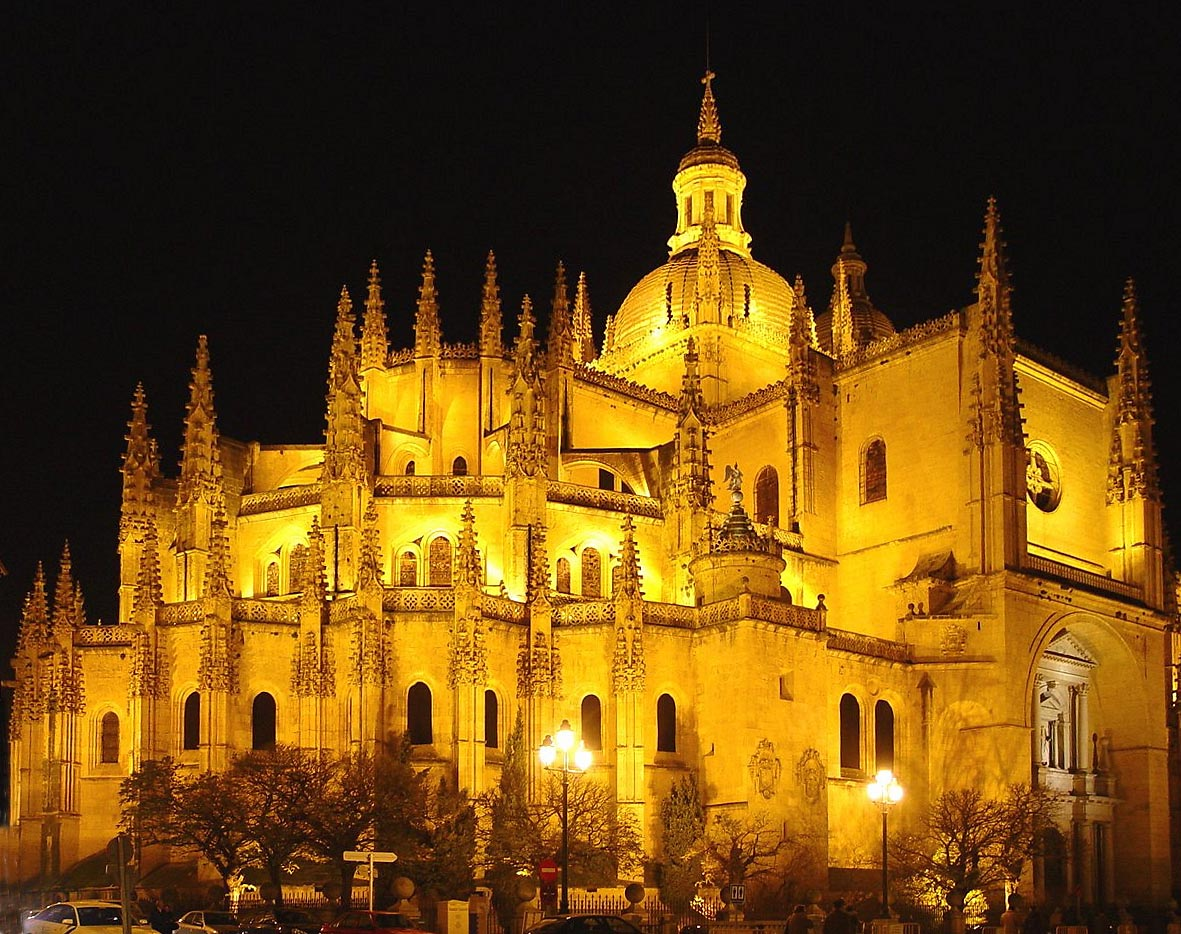
Vista nocturna de la catedral de Segòvia des de la Plaça Major

El 1991, 54.375 habitants
El 1996, 54.287 habitants
El 2001, 54.368 habitants
El 2004, 55.586 habitants

## Història
La ciutat es va assentar sobre una gran roca calcària. El 700 abans de Crist, s'hi establiren els celtes.
Segòvia fou la romana Segovia (Σεγουβία). Era una ciutat dels arevacs a la província Tarraconense a la via entre Emerita Augusta (Mèrida) i Cesaragusta (Saragossa).
Va caure en mans dels musulmans, que la van anomenar Shaqubiya (o Shakubiya). El 712 va ser reconquerida per Alfons I d'Astúries (o pel seu fill Fruela I) el 757 o 758, al mateix temps que Zamora, Salamanca i Àvila, i va restar en mans dels cristians excepte per un breu període en temps d'Almansor a la segona meitat del segle x. Fou repoblada el 1088, després de la conquesta de Toledo el 1085, si bé és possible que no estigués del tot despoblada2019
El 1474, Isabel la Catòlica hi fou proclamada reina.
Fou l'escenari de la Guerra de les Comunitats, que enfrontà nobles contra Carles I. El creixement de la ciutat queda suspès per les tensions nacionals i internacionals fins que arribaren els borbons, al segle xviii i es feren construir els Reials Llocs de La Granja de San Ildefonso i de Riofrío, els quals revitalitzaren la ciutat i la província.

## Administració
| Període      | Nom de l'alcalde/-essa                       | Partit polític | Data de possessió |
| ------------ | -------------------------------------------- | -------------- | ----------------- |
| 1979 - 1983  | José Antonio Lopez Arranz                    | UCD            | 19/04/1979        |

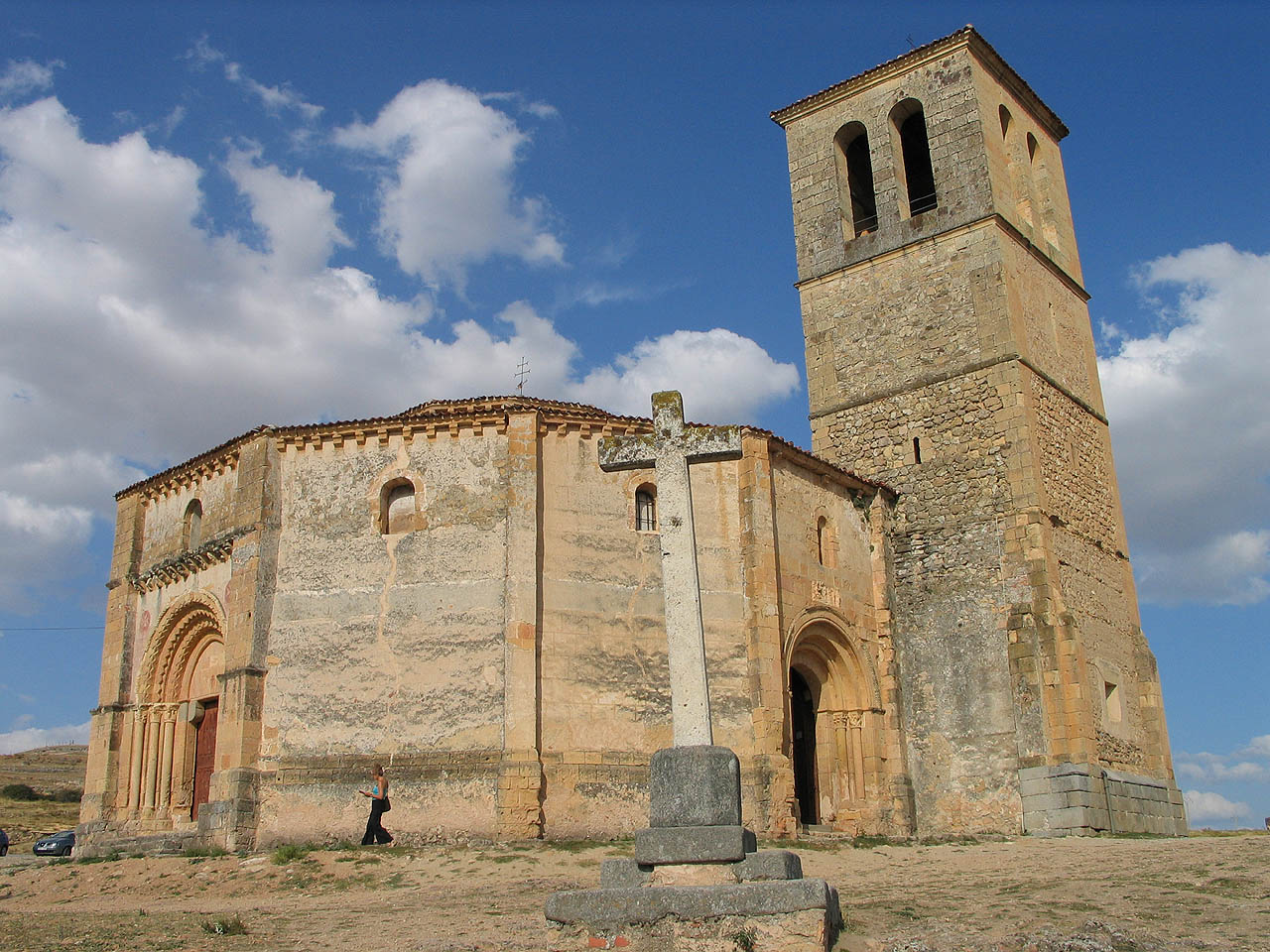
Vera Cruz

| 1983 - 1987  | Miguel Angel Trapero García                  | PSOE           | 28/05/1983        |
| 1987 - 1991  | Zamarriego, Sanchez Reus, Navajo i Perteguer | UCD i CDS      | 30/06/1987        |
| 1991 - 1995  | Ramón Escobar Santiago                       | PP             | 15/06/1991        |
| 1995 - 1999  | Ramón Escobar Santiago                       | PP             | 17/06/1995        |
| 1999 - 2003  | José Antonio Lopez Arranz                    | UCD-CDS i PP   | 03/07/1999        |
| 2003 - 2007  | Pedro Arahuetes                              | PSOE           | 14/06/2003        |
| 2007 - 2011  | Pedro Arahuetes                              | PSOE           | 16/06/2007        |
| 2011 - 2015  | Pedro Arahuetes                              | PSOE           | 11/06/2011        |
| 2015 - 2019  | Clara Isabel Luquero de Nicolás              | PSOE           | 13/06/2015        |
| 2019 - 2023  | Clara Isabel Luquero de Nicolás              | PSOE           | 15/06/2019        |
| Des del 2023 | n/d                                          | n/d            | 17/06/2023        |

## Mitjans de comunicació
A Segòvia hi ha diversos mitjans de comunicació tant d'àmbit local, com regional i nacional. Alguns d'ells són: La Vuit Segòvia (Castella i Lleó Televisió), Ràdio Segòvia (SER), COPE Segòvia, Onda Cero Segòvia, Ràdio Nacional d'Espanya, etc. En paper, cal destacar el diari L'Avançat de Segòvia, un dels més antics d'Espanya i l'edició segoviana del Nord de Castella.

## Segovians il·lustres
- Diego de Avendaño, teòleg, jurista i filòsof.
- Berenguera de Castella, reina de Castella
- Juan Bravo, líder comuner.
- Pedro Arias Dávila, conquistador.
- Pedro Delgado, ciclista.
- Domingo Gundisalvo, traductor de l'Escola de traductors de Toledo i filòsof
- Isabel Clara Eugènia d'Espanya, infanta espanyola.
- Arsenio Martínez-Campos Antón, militar i polític. Pacificador de Cuba en 1878.
- Juan Alvarez de Almorox (segle xvi) compositor i mestre de capella.